# Waziristão do Norte
Distrito do Waziristão do Norte ( em pastó: شمالي وزیرستان ولسوالۍ) é um distrito da Divisão Bannu da província de Khyber Pakhtunkhwa no Paquistão. É a parte norte do Waziristão, uma região montanhosa do noroeste do Paquistão, na fronteira com o Afeganistão e cobrindo 4,707 km2 (1,817 sq mi). A capital do Waziristão do Norte é Miranshah.

## Visão geral e histórico
O Waziristão do Norte compreende a área a oeste e sudoeste de Khyber Pakhtunkhwa entre o rio Kurram (Tochi) ao norte e o rio Gomal ao sul. Miramshah é a sede do distrito do Waziristão do Norte. A cidade de Bannu fica imediatamente a leste, enquanto a maior cidade do lado afegão da fronteira é Khost.
O Waziristão do Norte é dividido em três subdivisões de Mirali, Miran Shah e Razmak. As três subdivisões são divididas em nove Tehsils: Datta Khel Tehsil, Dossali Tehsil, Gharyum Tehsil, Ghulam Khan Tehsil, Mir Ali Tehsil, Miran Shah Tehsil, Razmak Tehsil, Shewa Tehsil, Spinwam Tehsil.

### Britânico (1894-1947)
Os britânicos entraram no Waziristão em 1894. Após as operações militares britânicas em 1894-1895, o Waziristão foi dividido em duas "agências", o Waziristão do Norte e o Waziristão do Sul. As duas partes têm características bastante distintas, embora ambas as tribos sejam subgrupos da tribo Wazir, que dá nome à região, e falam um dialeto Waziristani comum. Eles têm uma reputação famosa como guerreiros formidáveis e conhecidos por sua hospitalidade. As tribos são divididas em sub-tribos governadas por anciãos da aldeia do sexo masculino que se reúnem em uma jirga tribal. Social e religiosamente, o Waziristão é uma área extremamente conservadora. As mulheres são cuidadosamente guardadas, e cada família deve ser chefiada por uma figura masculina. A coesão tribal é forte por causa dos "Atos de Responsabilidade Coletiva" no Regulamento de Crimes de Fronteira.
Em 1910, a Agência do Waziristão do Norte foi constituída como uma agência de pleno direito com sede em Miramshah. É habitada pelas tribos Wazir e Dawar. A agência fica de 32,35 graus a 33,22 graus de latitude norte e 69,22 graus a 70,38 graus de longitude leste. É limitado ao norte pelo Afeganistão, Agência Kurram e distrito de Hangu, a leste por áreas tribais adjacentes aos distritos de Bannu e Karak, ao sul pela Agência do Waziristão do Sul e a oeste também pelo Afeganistão. A área total da agência é de 4,707 km2 (1,817 sq mi).

### Guerra ao Terror
Em 2014, cerca de 98.640 pessoas foram deslocadas internamente do Waziristão do Norte como resultado da Operação Zarb-e-Azb, uma ofensiva militar conduzida pelas Forças Armadas do Paquistão ao longo da fronteira Pak-Afegã.
Em 2018, tornou-se um distrito da província de Khyber Pakhtunkhwa, no Paquistão, com a fusão de toda a FATA em Khyber Pakhtunkhwa após a aprovação do Parlamento.

## Geografia
- – North Waziristan
- – FATA
- – Khyber Pakhtunkhwa

Mapa de agências e regiões de fronteira em FATA e Khyber Pakhtunkhwa, noroeste do Paquistão

Geograficamente, todo o Waziristão é uma única unidade. No entanto, por conveniência administrativa, foi dividido em duas agências: Waziristão do Norte e do Sul. A área tem sido descrita como uma terra de colinas altas e difíceis com desfiladeiros profundos e escarpados. As montanhas do Waziristão do Norte são geograficamente separadas dos sistemas montanhosos maiores de Koh-e-Sufaid no norte e Sulaiman no sul. As colinas do Waziristão estiveram sujeitas à atividade ígnea durante o período Cretáceo tardio. A zona altamente mineralizada de Razmak está conectada a ela. As montanhas e colinas formam uma muralha entre o Paquistão e o Afeganistão. A altura média das colinas do Waziristão é de 1,500–2,500 m (4,900–8,200 ft) acima do nível do mar. As cadeias importantes nas colinas do Waziristão são Derwesta, Laran, Vizhda, Ingame, Shoidar (o pico mais alto Shuiar Sar de NWA faz parte desta faixa; visível do Cadet College Razmak também), Shawal, Eblunkai, Alexandra, Muzdak e Zakha.
O rio Tochi que flui através da agência formou o Passo Tochi, através do qual exércitos, pessoas e culturas entraram e saíram desta região. A passagem de Tochi conecta Gásni, no Afeganistão, com Bannu, no Paquistão. O rio Tochi esculpiu um grande e importante vale que é delimitado por colinas e montanhas em todos os lados, exceto no lado leste. São cerca de 100 km (60 mi) de comprimento e se abre no Vale do Indo perto de Bannu. O vale de Tochi é fértil e cultivável. Ketu e Kurram são os dois rios menores que fluem na parte norte da região.
Existem cinco rios notáveis: Tochi, Kaitu, Kurram, Khaisor e Shaktue. Algumas correntes notáveis são Kishi Aigad, Chashma Aigad, Saidgi Algad, Kanungo Aigad, Sagga Aigad, Tauda China Algad, Damoma Algad, Tarkhobi Algad, Suedar Aigad.

## Administração
O Distrito do Waziristão do Norte está atualmente subdividido em nove Tehsils.
- Datta Khel Tehsil
- Dossali Tehsil
- Gharyum Tehsil
- Ghulam Khan Tehsil
- Mir Ali Tehsil
- Miran Shah Tehsil
- Razmak Tehsil
- Shewa Tehsil
- Spinwam Tehsil
- Shawal Tehsil

Sadka tehsil

### Assembleia Provincial
| Membro da Assembleia Provincial | Afiliação partidária      | Constituinte                  | Ano  |
| ------------------------------- | ------------------------- | ----------------------------- | ---- |
| Muhammad Iqbal Khan             | Paquistão Tehreek-e-Insaf | PK-111 Waziristão do Norte-I  | 2018 |
| Mir Kalam Wazir                 | Independentes             | PK-112 Waziristão do Norte-II | 2018 |

## Clima
O clima da região é frio no inverno e quente no verão. A temporada de verão começa em maio e continua até setembro. Junho é geralmente o mês mais quente. As temperaturas médias máxima e mínima durante o mês de junho são 31 e 18 graus Celsius, respectivamente. O inverno começa em outubro e continua até abril. Dezembro, janeiro e fevereiro são os meses frios. As temperaturas médias máxima e mínima durante o mês de janeiro são 10 e -2 graus Celsius, respectivamente. A precipitação é baixa, exceto na área de Razmak, onde a precipitação é ligeiramente mais alta.

## Achados arqueológicos
Em 1966 Ahmad Hasan Dani localizou locais budistas da área :
Moedas dos governantes partas e kusanas foram encontradas anteriormente na planície de Shertala. Alguns achados arqueológicos foram relatados por Sir Aurel Stein. Na verdade, também localizamos durante nossa visita um local de Estupa budista não muito longe de Spinwam. Mas nada de definitivo se sabe sobre o início da história desta região.
As inscrições do Vale Tochi pela primeira vez atestam a presença dos governantes Shahi aqui.

## Demografia
Na época do censo de 2017 o distrito tinha uma população de 540.546, dos quais 277.749 eram do sexo masculino e 262.764 do sexo feminino. A população rural era de 536.182 (99,19%) enquanto a população urbana era de 4.364 (0,81%). A taxa de alfabetização foi de 36,61% - a taxa de alfabetização masculina foi de 59,99% enquanto a taxa de alfabetização feminina foi de 12,49%. Pastó era a língua predominante, falada por 97,57% da população, enquanto 1,08% falava panjabi. 842 pessoas no distrito eram de minorias religiosas, predominantemente cristãs.

### Grupos étnicos e tribos
As principais tribos do Waziristão do Norte são os Utmanzai, Wazirs e Dawars. Existem pequenas tribos, como os Gurbaz, Kharsins, Saidgis e Malakshis Mahsuds e Bangashs. Essas tribos, exceto os Saidgis, são Pastós. De acordo com os anais tribais, eles são descendentes de Karlan, que são descendentes de Qais Abdur Rashid. Alguns historiadores acreditam que são etnicamente semitas. As tradições dos tribais, no entanto, indicam que eles são descendentes de Karlan e, portanto, geralmente aceitos como sendo uma tribo de Karlanri Pastós. Os Saidgis são descendentes de um Saíde que acompanhou o fundador da tribo Wazir.
Os Wazirs dominam as áreas montanhosas: Khaisora, Sherathala Plain, Spinwam Mirali, Shewa, Kaitu Valley, Razmak, trechos inferiores do rio Kurram, partes superiores do vale de Tochi além de Kharakamar e ao longo do vale de Tochi, como Anghar kalay, Spalga, Mir Khon Khel. Eles são divididos em três seções principais: Ibrahim Khel, Wali Khel e Mohmit Khel. Essas seções são divididas em várias subseções.
Os Dawars são divididos em duas seções principais: Tor Gund e Spin Gund. Os habitantes da aldeia Tappi, aldeia Miramshah e Issuri Haidar Khel são Tor Gund e os restantes são Spin Gund. No tempo de Amade Xá Durrani, o número total de Dawars era 12.000 (3.000 Tor Gund 9.000 Spin Gund), e Waziris eram 60.000. As tradicionais jirga do Spin Gund ainda são chamadas de "lazariza" (o encontro de todos os 9.000 Spin Gund). Aqueles que vivem sob o controle administrativo de Miramshah Taluca são conhecidos como "Upper Dawars". Aqueles que vivem sob o controle administrativo de Mirali taluca são conhecidos como Dawars Baixos. Eles se estabeleceram no vale fértil de Tochi, principalmente na margem esquerda do rio Tochi, de Khajuri a Kharkamar. Eles são mais educados em comparação com os Wazirs porque a maioria das instituições educacionais está na área de Dawar.
Os Kharsins são afiliados a Bora Khel e Madda Khel Wazirs. Eles vivem perto da Linha Durand, a noroeste da região, ladeados por Madda Khel Wazirs e Saidgis. Mahsuds são os primos de Wazirs; ambos têm ancestral comum: Wazirs. Uma seção de Mahsuds chamada Bahlol Zai Malakshai ocupa uma pequena porção de Razmak cercada por Bora Khel e Tori Khel Wazirs. Os Saidgis ocupam o vale Zoi, Shawal. Planície de Dawegar e Dande perto da Linha Durand. O Kabulkhel contém Miami, Malakshahis, Pipali'Saifali estão localizados em Shewa taluca. Kabulkhel tem duas regiões no Waziristão: Shawal e Shawa. Eles migram para Shawal no verão.

## Trajes e enfeites
A vestimenta comum dos tribais consiste em camisa, calça, colete, lençol, turbante e chinelo. Uma mulher Wazir usa uma blusa de manga ou anágua e uma camisa longa e pesada, localmente famosa como Staar Khat com calças. Ela cobre a cabeça e o corpo com um lençol. Uma mulher casada usa calças coloridas enquanto uma mulher solteira usa calças simples. Para festas e casamentos, as mulheres Wazir vestem blusas coloridas e ornamentadas e vestidos multicoloridos às vezes feitos de 40 m (130 ft) panos. Para se enfeitar ainda mais, as mulheres colocam peças retangulares de prata e ouro que ficam penduradas na testa e de lado até a orelha. Enquanto o vestido de Dawars é quase o mesmo que os Wazirs, embora existam algumas diferenças devido a variações regionais e climáticas. Dawar usa quase todos os tipos de vestidos normalmente usados em todo o Paquistão.

## Alimentação
O alimento básico do homem da tribo é pão de trigo ou milho. O leite é consumido em suas diversas formas. Larmin de carne assada é apreciado. O povo do Waziristão geralmente gosta de um prato de cabra frito chamado pulawo, servido em áreas montanhosas.

## Habitação
Os Dawars vivem em casas próximas umas das outras em uma área compacta. Grandes famílias waziris conjuntas vivem em uma casa chamada ket ou kot ou em casas adjacentes umas às outras, mas separadas das casas das outras famílias. Um recinto murado de barro ou lama e pedras de três a cinco metros (16,4 pés) de altura é chamado de kot. A maioria dos kots tem uma estrutura semelhante a um forte, com uma torre no centro, que é usada como ponto estratégico para lutar com o inimigo quando as hostilidades eclodem. Cada seção em uma aldeia tem um Mesquita e um lugar comum para sentar. Uma ou mais famílias têm uma casa de hóspedes privada hujra anexada à casa. Em uma casa, pode haver um ou vários cômodos. Os wazirs vivem principalmente perto de áreas montanhosas e têm um estilo de vida geralmente diferente das tribos Dawar, que vivem perto de rios e planícies.

## Economia
Devido à natureza acidentada do terreno e à falta de educação, muitos habitantes acreditam que devem depender dos serviços governamentais. Muitos emigram para o exterior para ganhar a vida. A população local também investiu em negócios relacionados ao transporte. As tribos Wazir geralmente administram negócios, enquanto as tribos Dawar são mais fortemente empregadas por meio de serviços governamentais, particularmente no setor de educação e serviços civis.

### Mineração
Os seguintes minerais foram encontrados na área :
- Cobre associado a vulcões em Boya[11] e Manzarkhel Spinkamar (leste de Shora-Algad)
- Manganês associado a cherts
- Cromita associada a serpentinitas. Existem apenas dois locais de mineração de cromita: em Syed Abad (Mohammad Khel); e Saidgi.
- Minas de ouro e diamantes em Muhammad Khel
- Em algumas colinas, pedras comuns são extraídas para construção de edifícios, etc.

Atualmente, a mineração de cromita e cobre ocorreu na vila de Razmak Malakan.

## Pessoas notáveis
- Arsala Khan, político paquistanês

## Locais de interesse
Miramshah é a sede da Administração do Waziristão do Norte, está conectada com Bannu e outros lugares importantes da agência por estradas metálicas. Esta cidade abriga os escritórios de todos os departamentos governamentais da agência e também serve como um centro de mercado para as pessoas da área.
Os vales de Razmak e Shawaal são resorts de verão para os waziristanianos locais e belos pontos turísticos para turistas, milhares de turistas visitam aqui anualmente.
O Colégio Razmak Cadet é uma das instituições educacionais mais famosas e históricas do país, e estudantes de todos os cantos do país vêm estudar aqui.

## Configuração administrativa
A agência está sob a responsabilidade geral de um Agente Político que administra casos civis, criminais e fiscais de acordo com o Regulamento de Crimes de Fronteira e o Direito Consuetudinário. A Agência do Waziristão do Norte consiste em três subdivisões e nove Talucas. A subdivisão de Miramshah compreende as talucas Miramshah, Ghulam Khan e Datta Khel. A subdivisão Mirali contém as talucas Mirali, Spinwam e Shewa. A subdivisão Razmak consiste nas talucas Razmak, Dossali e Garyum. Cada uma das subdivisões é chefiada por um Oficial Político Assistente/Agente Político Assistente. O Agente Político é assistido por três Agentes Políticos Assistentes em casos criminais e outros trabalhos oficiais, incluindo assuntos de manutenção da lei e da ordem na agência. Os Agentes Políticos Assistentes auxiliam o Agente Político na resolução de problemas da agência. Exercem suas funções como Oficial de Ligação entre o Agente Político e as tribos. Eles também decidem casos de natureza penal menor e ações civis.
Foi estabelecido um novo posto de Agente Político Adicional que cuida do setor de desenvolvimento de toda a agência. A necessidade foi sentida por motivos de intervenção de alto nível no setor de desenvolvimento por organizações governamentais e não governamentais. Para além destas funções, o Agente Político Adicional atua como Agente Político na sua ausência. Além disso, todas as Direções de Linha trabalham sob a supervisão do Agente Político Adicional.
Políticos Talucares e Políticos Naib-Talucares são responsáveis pelos Talucas e seu principal dever é controlar as tribos e manter a lei e a ordem dentro de suas próprias áreas. Respondem perante o Agente Político através do Agente Político Assistente. Eles tratam de todos os casos ocorridos na área protegida de seus respectivos Talucares. A administração da receita fundiária em algumas partes da agência é realizada exatamente nas mesmas linhas que nos distritos estabelecidos do Paquistão. O Regulamento de Crimes de Fronteira é aplicável nesta área. Os casos que ocorrem na área desprotegida são decididos pelas próprias tribos por meio de seus anciões, conhecidos como Maliks e Motabars. O sistema Maliki introduzido pelo governo britânico era o mesmo na Agência do Waziristão do Norte que funcionava em outras FATA. Maliks costumavam funcionar como um meio entre a administração e os Qaum ou tribo. Um Maliki é hereditário e recai sobre o filho e seu filho assim por diante e ambos para os quais benefícios e subsídios regulares são sancionados de tempos em tempos. O sistema Lungi conhecido como Sufaid Resh é uma forma ligeiramente inferior de Maliki. Na Agência do Waziristão do Norte existem 1.620 titulares de Maliks e Lungi.

## A nova estratégia do Waziristão do Paquistão
Em 4 de junho de 2007, o Conselho de Segurança Nacional do Paquistão se reuniu para decidir o destino do Waziristão e tomar uma série de decisões políticas e administrativas para controlar a "talibanização" da área. A reunião foi presidida pelo presidente Pervez Musharraf e contou com a presença dos Ministros-Chefes e Governadores das quatro províncias. Eles discutiram a deterioração da situação da lei e da ordem e a ameaça que representava para a segurança do Estado.
O governo decidiu tomar uma série de ações para deter a "Talibanização" e esmagar a militância armada nas regiões tribais e Khyber Pakhtunkhwa.
O NSC do Paquistão decidiu que as seguintes ações serão tomadas para atingir os objetivos :
- Implantação de aviões de reconhecimento não tripulados
- Fortalecimento das agências de aplicação da lei com equipamentos avançados
- Desdobramento de mais tropas para a região
- Operações contra militantes em regime acelerado
- Operações focadas contra comandantes militantes
- Ação contra madrassas que pregam a militância
- Nomeação de coordenadores regionais
- Novos recrutamentos de policiais em Khyber Pakhtunkhwa

O Ministério do Interior tem desempenhado um papel importante na recolha de informação para as operações contra os militantes e as suas instituições. O Ministério do Interior preparou uma lista de comandantes militantes que atuam na região e também preparou uma lista de seminários para monitoramento.
O governo também está tentando fortalecer a aplicação da lei na área fornecendo à polícia de Khyber Pakhtunkhwa armas, jaquetas à prova de balas e dispositivos de visão noturna. O Corpo de Fronteira paramilitar será dotado de artilharia e APC's. As agências estaduais também estão trabalhando no estudo de maneiras de bloquear as frequências FM de canais de rádio FM ilegais.